# Enrico Piaggio
Enrico Piaggio (22. února 1905 Pegli, Italské království – 16. října 1965, Toskánsko, Itálie) byl italský podnikatel, průmyslník a zakladatel motocyklového závodu Vespa.

## Život a dílo
Piaggio vystudoval v roce 1927 ekonomii na Janovské univerzitě. Po smrti svého otce zdědil s bratrem Armandem rodinný podnik. Původně vyráběli válcovanou ocel, ale na začátku druhé světové války se začali věnovat výrobě letadel. Jejich továrna byla velmi poškozena spojeneckými nálety na konci války.
Piaggio se rozhodl diverzifikovat a začít vyrábět skútry Vespa. To se ukázalo jako dobrý nápad, neboť Piaggio se stal jedním z největších výrobců jednostopých vozidel na světě.
V roce 1965 Piaggio onemocněl během stávky dělníků. O několik dní později zemřel. Na jeho pohřeb však přišly tisíce dělníků, včetně těch stávkujících.
Piaggiova nevlastní dcera Antonella si vzala Umberta Agnelliho.